# Klonoa: Moonlight Museum
Klonoa: Moonlight Museum (風のクロノア　ムーンライトミュージアム, Kaze no Klonoa: Moonlight Museum, en version originale japonaise) est un jeu vidéo de plates-formes développé et édité par Namco, sorti en 1999 sur WonderSwan. Le jeu n’est sorti qu’au Japon. Il s'agit du deuxième jeu de la série Klonoa.